# Salvadora Debayle
Salvadora Debayle, född 1895, död 1987, var en nicaraguansk presidentfru. Hon var gift med president Anastasio Somoza García och presidentfru 1937-1956. 